# Bandeira de Honduras

Bandeira usada até 2022.

A Bandeira de Honduras consiste em três faixas horizontais iguais na seguinte ordem, de cima para baixo: turquesa, branco e turquesa. Ao centro, sobre a cor branca, há cinco estrelas turquesas em um padrão de 'X'. As faixas turquesas representam representam o Oceano Pacífico e o Mar do Caribe, o céu azul e a irmandade. A faixa interna representa a terra da América Central, onde fica Honduras, entre o Oceano Pacífico e o Mar do Caribe, a paz, a prosperidade do povo hondurenho e a pureza de pensamentos. As cinco estrelas representam as antigas nações constituintes da República Federal da América Central, além da esperança de que as nações se unam novamente em um único país.
Em 1823, Honduras juntou-se às Províncias Unidas da América Central e passou a utilizar a bandeira da União. Após a dissolução da união em 1838, Honduras seguiu usando uma bandeira com três linhas simples, duas azuis e uma branca. Em 7 de março de 1866, cinco estrelas azuis foram colocadas na bandeira para representar as cinco províncias que formavam a União: El Salvador, Costa Rica, Nicarágua, Honduras e Guatemala. Porém, o tamanho e a posição das estrelas só foram oficialmente fixados e padronizados em 18 de janeiro de 1949.
Em 1949, um decreto especificou que as listras deveriam ser turquesa, mas na prática a bandeira permaneceu azul cerúleo. O governo hondurenho só começou a hastear bandeiras turquesa em 27 de janeiro de 2022, com a posse da presidente Xiomara Castro, que colocou fim à ditadura do Partido Nacional de Honduras e do Partido Liberal de Honduras, que permaneceram em troca de poder durante sete décadas.
A Marinha Hondurenha não utiliza a mesma bandeira, que é utilizada em todas as outras esferas do país, inclusive em embarcações privadas. Sendo assim, a Marinha de Honduras ostenta em seus navios uma bandeira naval que tem o Brasão de armas de Honduras sobre um arco invertido de cinco pequenas estrelas.

## Histórico de bandeiras

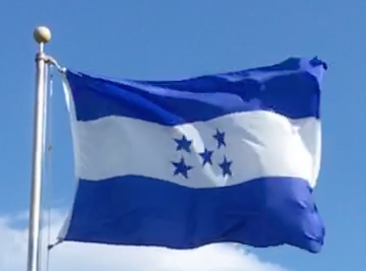
A bandeira que pendurou entre 1949 até 2022 hasteada

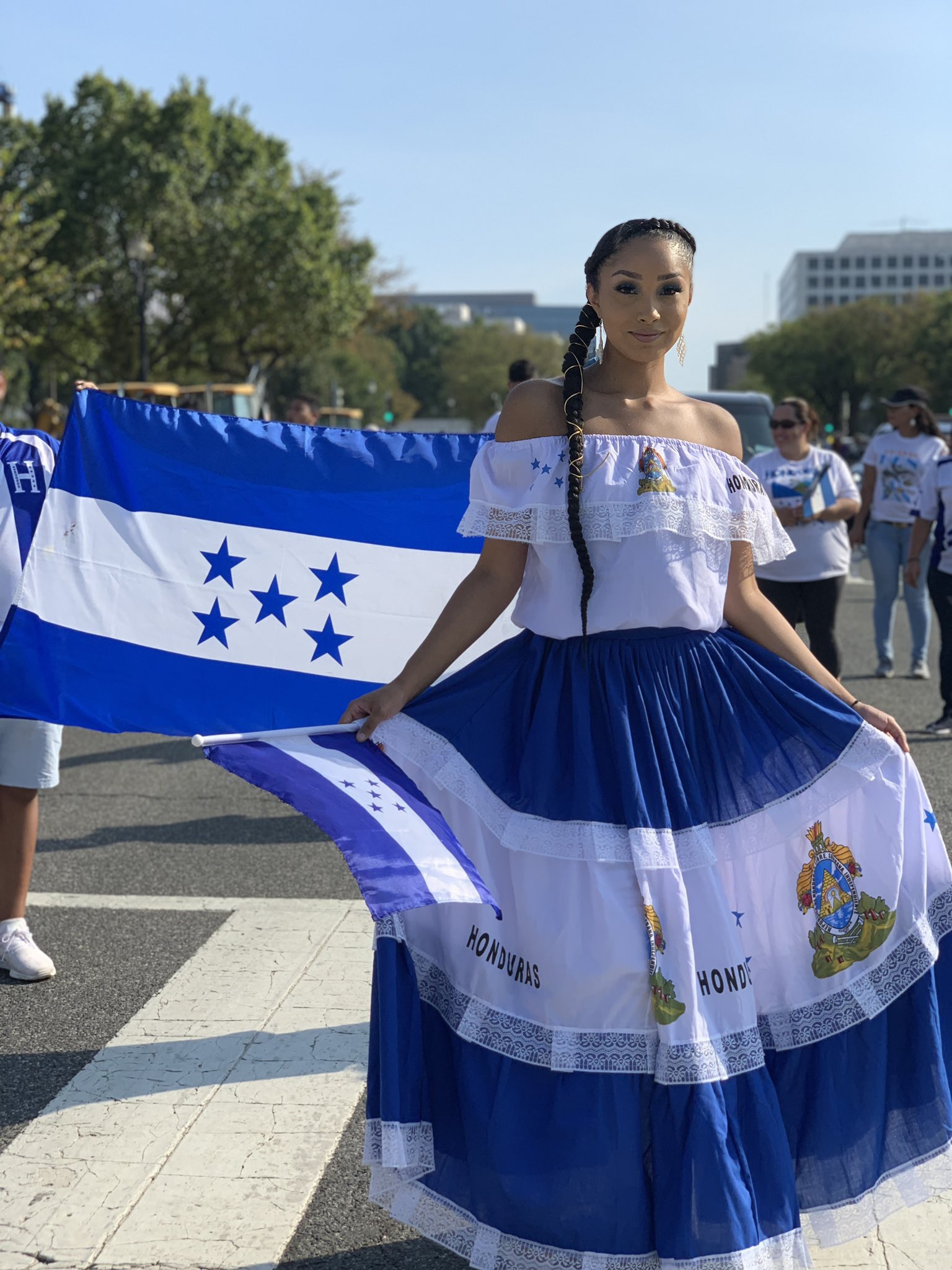
Bandeira azul cerúleo e mulher vestindo os símbolos nacionais hondurenhos em 2019

Bandeira do Primeiro Império Mexicano (1821-1823)
Bandeira das Províncias Unidas da América Central (1823-1824)
Bandeira da República Federal da América Central (1823-1839)
Adotada após a Independência de Honduras em 1839 quando República Federal da América Central foi dissolvida. (1839-1866)
Cinco estrelas foram adicionadas em 1866 para representar as antiga Províncias que formavam a República Federal da América Central. (1866-1898)
Versão alternativa da bandeira de 1866. (1866-1898)
Bandeira brevemente usada na tentativa de reunificar a América Central sob a República Maior da América Central. (1896 – 1898)
(1898-1949)
(1949-2022)
Em 1949 foi determinado, por um decreto, a disposição oficial das estrelas e que a cor utilizada em conjunto como branco seria turquesa. Porém a cor turquesa só foi adotada de facto em 2022

## Construção

Padrão de construção da bandeira hondurenha